# Ginástica artística nos Jogos Olímpicos de Verão de 2016 - Salto feminino
A final do salto sobre a mesa feminino da ginástica artística nos Jogos Olímpicos de Verão de 2016 foi realizada na Arena Olímpica do Rio, em 14 de agosto.

## Medalhistas
| Ouro   | USA Simone Biles       |
| Prata  | RUS Maria Paseka       |
| Bronze | SUI Giulia Steingruber |

## Calendário
Horário local (UTC-3)
| Data                 | Hora  | Fase         |
| -------------------- | ----- | ------------ |
| 7 de agosto de 2016  |       | Qualificação |
| 14 de agosto de 2016 | 14:47 | Final        |

## Qualificatória
| Pos. | Ginasta                | D pontos | E pontos | Pen.    | Pontos 1 | D pontos | E pontos | Pen.    | Pontos 2 | Total  | Notas |
| Pos. | Ginasta                | Salto 1  | Salto 1  | Salto 1 | Salto 1  | Salto 2  | Salto 2  | Salto 2 | Salto 2  | Total  | Notas |
| ---- | ---------------------- | -------- | -------- | ------- | -------- | -------- | -------- | ------- | -------- | ------ | ----- |
| 1    | USA Simone Biles       | 6.300    | 9.700    |         | 16.000   | 6.400    | 9.700    |         | 16.100   | 16.050 | Q     |
| 2    | PRK Hong Un-jong       | 6.300    | 9.466    |         | 15.766   | 6.400    | 9.200    |         | 15.600   | 15.683 | Q     |
| 3    | SUI Giulia Steingruber | 6.200    | 9.400    |         | 15.600   | 5.800    | 9.133    |         | 14.933   | 15.266 | Q     |
| 4    | RUS Maria Paseka       | 6.400    | 8.333    |         | 14.733   | 6.300    | 9.066    |         | 15.366   | 15.049 | Q     |
| 5    | UZB Oksana Chusovitina | 6.200    | 8.966    |         | 15.166   | 6.000    | 8.833    |         | 14.833   | 14.999 | Q     |
| 6    | CAN Shallon Olsen      | 6.300    | 9.000    |         | 15.300   | 5.900    | 8.700    |         | 14.600   | 14.950 | Q     |
| 7    | CHN Wang Yan           | 6.000    | 8.933    |         | 14.933   | 6.200    | 8.866    | −0.100  | 14.966   | 14.949 | Q     |
| 8    | IND Dipa Karmakar      | 7.000    | 8.100    |         | 15.100   | 6.000    | 8.600    |         | 14.600   | 14.850 | Q     |

Reservas
- CAN Brittany Rogers
- RUS Seda Tutkhalyan
- GBR Ellie Downie

## Final
| Pos.              | Ginasta                | D pontos | E pontos | Pen.    | Pontos 1 | D pontos | E pontos | Pen.    | Pontos 2 | Total  |
| Pos.              | Ginasta                | Salto 1  | Salto 1  | Salto 1 | Salto 1  | Salto 2  | Salto 2  | Salto 2 | Salto 2  | Total  |
| ----------------- | ---------------------- | -------- | -------- | ------- | -------- | -------- | -------- | ------- | -------- | ------ |
| Medalha de ouro   | USA Simone Biles       | 6.300    | 9.600    |         | 15.900   | 6.400    | 9.633    |         | 16.033   | 15.966 |
| Medalha de prata  | RUS Maria Paseka       | 6.400    | 8.966    | −0.100  | 15.266   | 6.300    | 8.941    |         | 15.241   | 15.253 |
| Medalha de bronze | SUI Giulia Steingruber | 6.200    | 9.333    |         | 15.533   | 5.800    | 9.100    |         | 14.900   | 15.216 |
| 4                 | IND Dipa Karmakar      | 6.000    | 8.866    |         | 14.866   | 7.000    | 8.266    |         | 15.266   | 15.066 |
| 5                 | CHN Wang Yan           | 6.000    | 8.866    |         | 14.866   | 6.200    | 8.933    |         | 15.133   | 14.999 |
| 6                 | PRK Hong Un-jong       | 6.400    | 9.000    |         | 15.400   | 6.300    | 8.200    | −0.100  | 14.400   | 14.900 |
| 7                 | UZB Oksana Chusovitina | 7.000    | 7.933    |         | 14.933   | 6.000    | 8.833    | −0.100  | 14.733   | 14.833 |
| 8                 | CAN Shallon Olsen      | 6.300    | 8.666    |         | 14.966   | 5.900    | 8.766    |         | 14.666   | 14.816 |